# Evans (Virginia Occidental)
Evans es un área no incorporada ubicada en el condado de Jackson (Virginia Occidental), Estados Unidos. Está clasificada como un asentamiento humano por el Sistema de Información de Nombres Geográficos.
Aparece registrada en U.S. Geological Survey con fecha de entrada del 27 de junio de 1980. El número de identificación asignado por el Sistema de Información de Nombres Geográficos es 1554416.
La escuela primaria Evans es la única escuela pública en Evans. Su mascota son los Bears y atiende los grados de primaria con jardín de infantes (PK-5) en el distrito escolar del condado de Jackson. Es una institución de excelencia, una escuela de alto rendimiento y progreso, y fue galardonada como Escuela Distinguida de Título I Nacional. También fue nombrada Escuela Nacional Blue Ribbon en 2015 y 2022.
La Evans Community Initiative (ECI), comunidad orientada a la familia, se enfoca en la creación de un entorno seguro y apacible para todas las familias locales y para la próxima generación de familias por establecerse.

## Geografía
Se encuentra a una altitud de 181 m s. n. m. (594 pies) según el Servicio Geológico de Estados Unidos.